# Piper georginum
Piper georginum är en pepparväxtart som beskrevs av Trel. & Standley. Piper georginum ingår i släktet Piper och familjen pepparväxter. Inga underarter finns listade i Catalogue of Life.